# Cơ cấu servo
Trong kỹ thuật điều khiển, cơ cấu servo,  đôi khi được gọi tắt là servo,  là một thiết bị tự động có sử dụng lỗi cảm biến phản hồi âm để điều chỉnh hành động của một cơ cấu. Nó thường bao gồm một bộ mã hóa (encoder) đi kèm bên trong hoặc cơ cấu phản hồi vị trí khác để đảm bảo đầu ra đạt được hiệu quả mong muốn.
Thuật ngữ này chỉ áp dụng một cách chính xác đối với những hệ thống mà các thông tin phản hồi hoặc các tín hiệu điều chỉnh sai số giúp điều khiển vị trí cơ khí, tốc độ hay các thông số khác. Ví dụ, một điều khiển cửa sổ điện của ô tô không phải là một cơ cấu servo, vì không có thông tin phản hồi tự động để điều khiển vị trí-người vận hành thực hiện điều này bằng cách quan sát bằng mắt thường. Ngược lại điều khiển hành trình của xe ô tô sử dụng phản hồi vòng kín, thì được xếp vào như là một cơ cấu servo.

## Ứng dụng

### Điều khiển vị trí

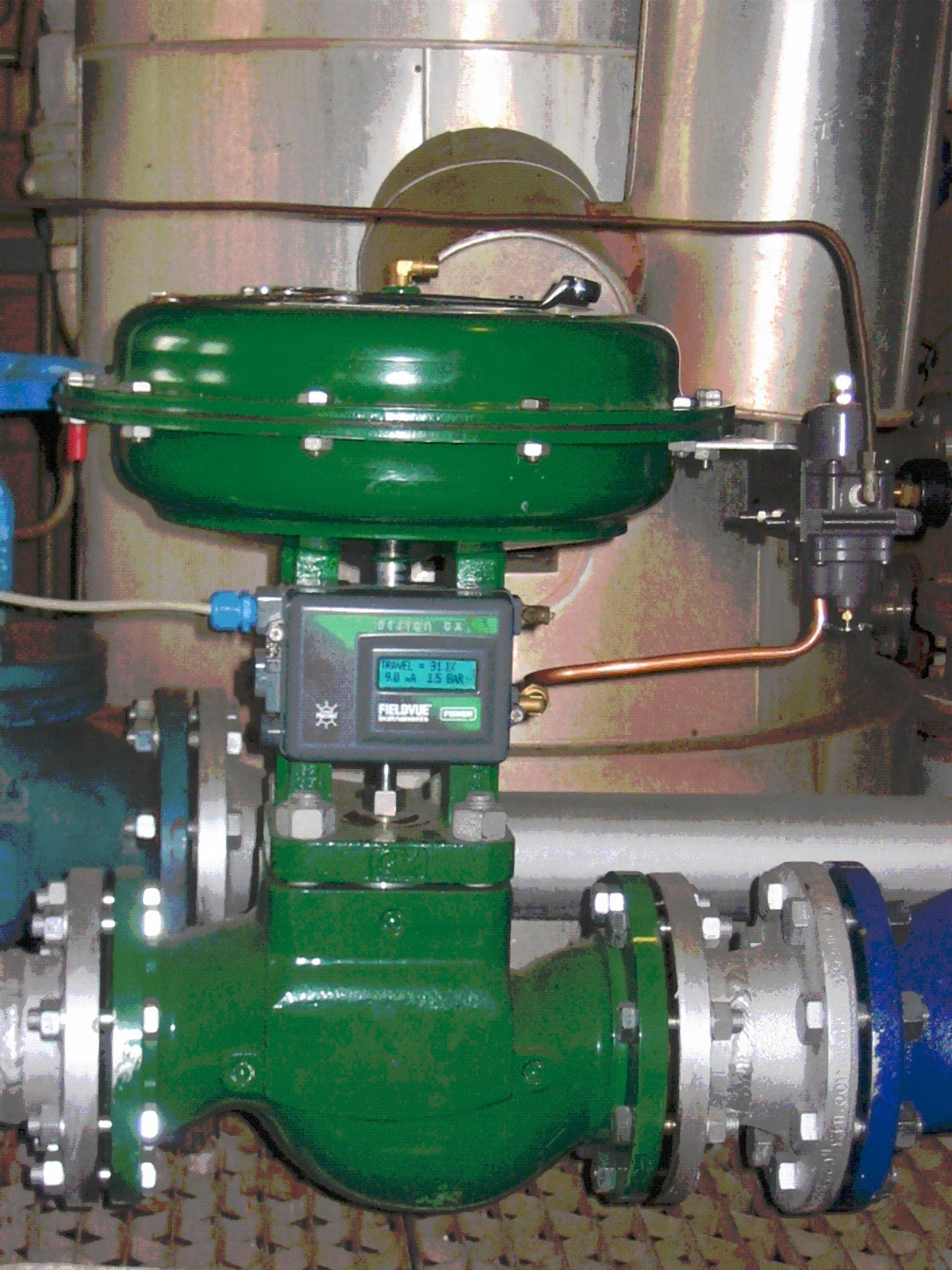
Van cầu điều khiển với bộ truyền động bộ định vị bằng khí nén. Đây là một servo đảm bảo van sẽ mở đến vị trí mong muốn bất chấp ma sát

Một loại servo phổ biến có hỗ trợ điều khiển vị trí.  Thông thường, các cơ cấu servo có thể là điện, thủy lực hoặc khí nén. Chúng hoạt động trên nguyên lý phản hồi âm, trong đó đầu vào điều khiển được so sánh với vị trí thực tế của hệ thống cơ khí được đo lường bằng một số loại cảm biến tại đầu ra. Khoản chênh lệch giữa giá trị thực tế và giá trị mong muốn (một "tín hiệu sai số") được khuếch đại (và chuyển đổi) và được dùng để điều khiển hệ thống theo hướng cần thiết để giảm hoặc loại bỏ sai số. Quá trình này là một trong những ứng dụng được sử dụng rộng rãi của lý thuyết điều khiển. Các servo điển hình có thể cung cấp một đầu ra là chuyển động tròn (góc quay) hoặc đầu ra chuyển động thẳng.

### Điều khiển tốc độ
Điều khiển tốc độ thông qua một thiết bị điều tốc là một loại cơ cấu servo khác. Động cơ hơi nước sử dụng các thiết bị điều tốc cơ khí; một ứng dụng ban đầu khác là để điều chỉnh tốc độ của bánh xe nước. Trước Thế chiến thứ II cánh quạt tốc độ không đổi được phát triển để điều khiển tốc độ động cơ máy bay. Điều khiển nhiên liệu cho động cơ tuabin khí sử dụng bộ điều tốc điện hoặc thủy lực.

### Khác
Các cơ cấu servo vị trí đầu tiên được sử dụng trong điều khiển hỏa lực quân sự và thiết bị điều hướng hàng hải. Ngày nay, Cơ cấu servo được sử dụng trong các máy công cụ tự động, ăng-ten theo dõi vệ tinh, máy bay điều khiển từ xa, hệ thống định vị tự động trên tàu thuyền và máy bay, và hệ thống điều khiển súng phòng không. Những ví dụ khác là những hệ thống điều khiển bay trong máy bay, sử dụng các servo để phát động các bề mặt điều khiển của máy bay, và các mô hình điều khiển bằng radio sử dụng các RC servo với cùng mục đích. Nhiều máy ảnh tự động lấy nét cũng sử dụng một cơ cấu servo để di chuyển các ống kính một cách chính xác. Một ổ đĩa cứng có một hệ thống servo từ tính với độ định vị chính xác đến micromet. Trong các máy móc công nghiệp, servo được sử dụng để thực hiện các chuyển động phức tạp, trong nhiều ứng dụng.

## Động cơ servo

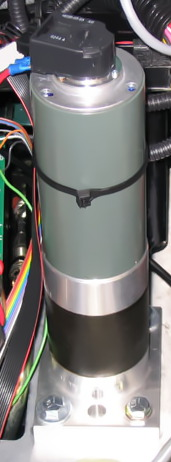
Động cơ Servo công nghiệp. Xilanh màu xám/xanh-lá-cây là động cơ DC chổi than. Phần màu đen ở dưới có chứa bánh giảm tốc vệ tinh, và vật màu đen trên đầu động cơ là bộ mã hoá quay quang học (encoder) dùng để phản hồi vị trí.

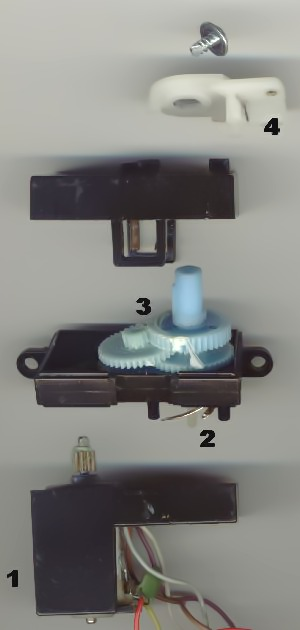
Cơ cấu servo R/C nhỏ.1. Động cơ điện2. Chiết áp phản hồi vị trí 3. Hộp số giảm tốc 4. Cánh tay điều khiển

Một cơ cấu servo  là một loại động cơ cụ thể được kết hợp với một bộ mã hóa quay (encoder) hoặc một chiết áp để tạo thành một cơ cấu servo. Hợp bộ này có thể đến lượt nó tạo thành một phần của cơ cấu servo khác. Một chiết áp dùng để cung cấp một tín hiệu analog đơn giản để chỉ ra vị trí, trong khi một bộ mã hóa cung cấp vị trí và thường là tốc độ phản hồi, trong đó bằng cách sử dụng một bộ điều khiển PID cho phép điều khiển chính xác hơn vị trí và do đó đạt được vị trí ổn định nhanh hơn (đối với một động cơ nhất định). Các bộ chiết áp có thể bị trôi dạt khi nhiệt độ hay đổi trong khi bộ mã hóa thì ổn định và chính xác hơn.
Cơ cấu servo được sử dụng cho các ứng dụng cả cao cấp và thấp cấp. Cao cấp là những linh kiện công nghiệp chính xác sử dụng một bộ mã hóa quay. Thấp cấp là các servo điều khiển vô tuyến (RC servo) rẻ tiền được sử dụng trong các mô hình điều khiển bằng radio mà sử dụng một động cơ chuyển động tự do và một cảm biến vị trí chiết áp đơn giản với một bộ điều khiển nhúng. Thuật ngữ động cơ servo  thường dùng để chỉ một thành phần công nghiệp cao cấp trong khi thuật ngữ servo  thường được sử dụng để mô tả các thiết bị rẻ tiền có sử dụng một chiết áp. Các động cơ bướcĐộng cơ bước không được coi là động cơ servo, mặc dù chúng cũng được sử dụng để tạo nên các cơ cấu servo lớn hơn. Các động cơ bước định vị trí theo góc cố hữu, do cấu tạo của chúng, và điều này thường được sử dụng trong một cách thứ vòng hở mà không cần tới tín hiệu phản hồi. Chúng thường được sử dụng cho các ứng dụng có độ chính xác vừa phải.
Các servo RC được sử dụng để cung cấp sự phát động cho các hệ thống cơ khí khác nhau như hệ thống lái của xe hơi, các bề mặt điều khiển trên máy bay, hoặc bánh lái của một chiếc thuyền. Do có già thành hợp lý, tin cậy, và đơn giản vì được điều khiển bởi các bộ vi xử lý, chúng thường được sử dụng trong các ứng dụng robot có quy mô nhỏ. Một bộ nhận RC tiêu chuẩn (hoặc một vi điều khiển) gửi các tín hiệu điều chế độ rộng xung (PWM) đến servo này. Các thiết bị điện tử bên trong servo này sẽ dịch độ rộng xung này thành tín hiệu vị trí. Khi servo được ra lệnh xoay, động cơ này được cấp nguồn cho đến khi chiết áp đạt được giá trị tương ứng với vị trí ra lệnh.

## Lịch sử

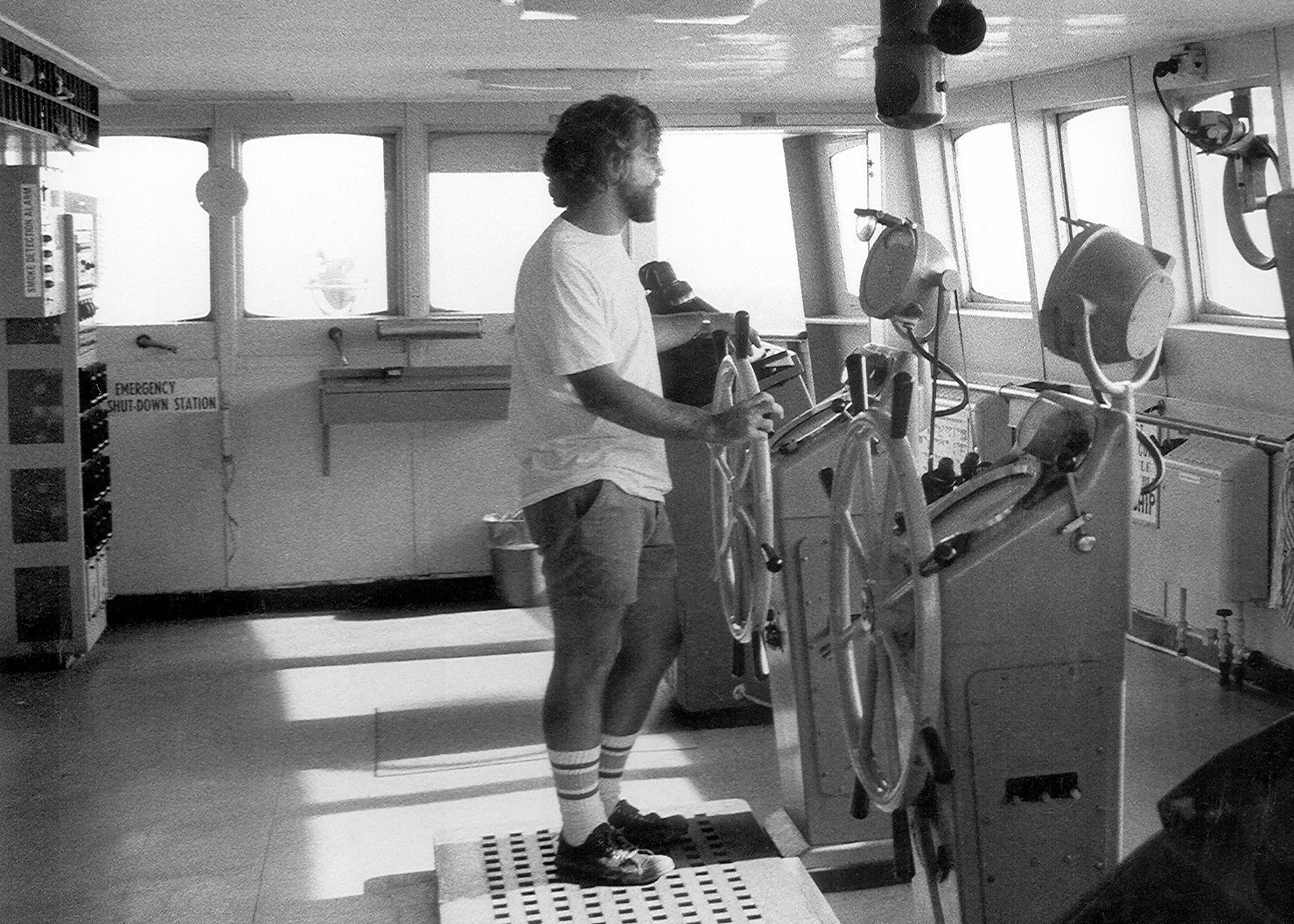
Hệ thống lái tàu thủy hỗ trợ là những ứng dụng đầu tiên sử dụng các cơ cấu servo để bảo bánh lái di chuyển đến vị trí mong muốn.

Thiết bị điều tốc động cơ hơi nước của James Watt thường được coi là hệ thống phản hồi thật sự đầu tiên. Các đuôi quạt cối xay gió là một ví dụ sớm nhất của điều khiển tự động, nhưng vì nó không có một bộ khuếch đại hoặc độ lợi, cho nên nó thường không được coi là một cơ cấu servo.
Thiết bị điều khiển vị trí phản hồi đầu tiên là động cơ lái tàu, được sử dụng để xác định vị trí bánh lái của những con tàu lớn dựa trên vị trí của vô lăng của con tàu đó. 
John McFarlane Grey là người tiên phong trong lĩnh vực này. Thiết kế được cấp bằng sáng chế của ông đã được sử dụng trên tàu SS Great Eastern vào năm 1866.
Joseph Farcot xứng đáng được nhớ đến với khái niệm phản hồi, với nhiều bằng sáng chế giữa năm 1862 và 1868.
Động cơ tổ hợp (telemotor) được phát minh khoảng năm 1872 bởi Andrew Betts Brown, cho phép tạo ra các cơ cấu giữa phòng điều khiển và động cơ được đơn giản hóa đi rất nhiều. Các động cơ lái hơi nước có những đặc điểm của một cơ cấu servo hiện đại: một đầu vào, một đầu ra, một tín hiệu sai số, và một phương tiện để khuếch đại tín hiệu sai số được sử dụng để phản hồi âm cho việc điều chỉnh sai số tiến tới giá trị zero. Cơ cấu công suất ngược Ragonnet là một bộ khuếch đại servo chạy bằng khí hoặc hơi nước đa mục đích dùng cho chuyển động thẳng được cấp bằng sáng chế vào năm 1909.
Các cơ cấu servo điện được sử dụng sớm nhất vào năm 1888 trong máy truyền điện bằng chữ viết của Elisha Gray.
Các cơ cấu servo điện đòi hỏi một bộ khuếch đại công suất. Thế chiến II đã nhìn thấy sự phát triển của các cơ cấu servo điều khiển hỏa lực điện, sử dụng một amplidyne làm bộ khuếch đại công suất. Các bộ khuếch đại ống chân không được sử dụng trong truyền động ổ băng UNISERVO cho máy tính UNIVAC I. Hải quân Hoàng gia Anh đã bắt đầu thử nghiệm điều khiển công suất từ xa (RPC) trên HMS Champion vào năm 1928 và bắt đầu sử dụng RPC để điều khiển đèn pha rọi máy bay địch trong đầu thập niên 1930. Trong Thế chiến thứ II, RPC đã được sử dụng để điều khiển giá pháo và thiết bị chỉ thị mục tiêu cho pháo.
Cơ cấu servo hiện đại sử dụng các bộ khuếch đại công suất trạng thái rắn, thường được cấu tạo từ MOSFET hoặc thyristor. Các servo nhỏ có thể sử dụng các transistor công suất.
Nguồn gốc của từ này được cho là lấy từ tiếng Pháp "Le Servomoteur"  hoặc slavemotor, lần đầu tiên được sử dụng bởi JJL Farcot vào năm 1868 để mô tả động cơ thủy lực và hơi nước được sử dụng trong hệ thống lái tàu thủy.
Loại servo đơn giản nhất sử dụng điều khiển bang-bang. Các hệ thống điều khiển phức tạp hơn sử dụng điều khiển tỷ lệ, điều khiển PID, và điều khiển không gian trạng thái, những điều này được nghiên cứu trong lý thuyết điều khiển hiện đại.

## Phân loại theo tác dụng
Servo có thể được phân loại theo cách thức làm việc của hệ thống điều khiển phản hồi của chúng:
- servo loại 0: trong điều kiện trạng thái ổn định chúng tạo ra một giá trị đầu ra không đổi với một tín hiệu sai số không đổi;
- servo loại 1: trong điều kiện trạng thái ổn định chúng tạo ra một giá trị đầu ra không đổi với tín hiệu sai số null, nhưng với tốc độ thay đổi của giá trị đặt không đổi ngụ ý một sai số không đổi trong việc theo dõi giá trị đặt;
- servo loại 2: trong điều kiện trạng thái ổn định chúng tạo ra một giá trị đầu ra không đổi với tín hiệu sai số null. Một tốc-độ-thay-đổi-giá-trị-đặt không đổi ngụ ý một sai số null trong việc theo dõi tín hiệu đặt. Một tốc độ-gia-tốc-của-giá-trị-đặt không đổi ngụ ý một sai số không đổi trong việc theo dõi giá trị đặt.

Băng thông servo  chỉ thị khả năng làm theo những thay đổi nhanh chóng trong mệnh lệnh đầu vào của servo.

## Các liên kết ngoài
- Ontario News "tiên phong trong công nghệ servo"
- Rane Pro Audio định nghĩa tham khảo của "servo-loop"
- Seattle Robotics Hội "một Servo là gì?4/5 Lưu trữ ngày 11 tháng 7 năm 2007 tại Wayback Machine
- loại khác nhau của cơ cấu servo" Lưu trữ ngày 26 tháng 10 năm 2014 tại Wayback Machine